# La rosa de los vientos
La rosa de los vientos è un album in studio del gruppo musicale cileno Inti-Illimani, pubblicato nel 1999.

## Descrizione
Il disco contiene l'omonima "Cantata para Inti-Illimani, coro y orquesta" con musiche scritte da Horacio Salinas su testi di Patricio Manns eseguite unitamente alla Orquesta Clásica de la Universidad de Santiago diretta da Santiago Meza e al Coro Madrigalista de la Universidad de Santiago. Il lavoro nasce da una commissione fatta dal regista Ricardo Larraín.
Per quanto divisa in 12 movimenti, la cantata è in realtà un unico lungo brano in cui i temi scivolano uno dentro l'altro senza interruzioni. Questo lavoro è stato pensato per il 19º Jamboree mondiale dello scautismo che si è tenuto a Picarquín, in Cile, dal 27 dicembre 1998 al 6 gennaio 1999.
L'orchestrazione è stata realizzata con la collaborazione di José Miguel Tobar.
Il brano Angelo è qui presente in una nuova versione dopo essere stato inciso nel disco Andadas.
Il disco, registrato tra dicembre 1998 e marzo 1999, è stato pubblicato nello stesso anno dalla Warner Music Chile.

## Tracce
1. Llamado – 1:24 (Horacio Salinas)
2. Amanecer – 1:48 (Horacio Salinas)
3. La rosa de los vientos – 2:37 (Horacio Salinas, Patricio Manns)
4. Juventud de la fiesta – 2:24 (Horacio Salinas, Patricio Manns)
5. Huañacagua – 2:25 (Horacio Salinas)
6. Contarás conmigo – 4:06 (Horacio Salinas, Patricio Manns)
7. Amanecer (bis) – 1:11 (Horacio Salinas)
8. La libertad es ancha – 3:25 (Horacio Salinas, Patricio Manns)
9. La promesa – 1:55 (Horacio Salinas, Patricio Manns)
10. Angelo – 3:58 (Horacio Salinas)
11. La rosa de los vientos (bis) – 2:47 (Horacio Salinas, Patricio Manns)
12. La tierra que nos tiene – 3:18 (Horacio Salinas, Patricio Manns)

Durata totale: 31:18

## Formazione
- Jorge Coulón
- Horacio Salinas
- Horacio Durán
- Jorge Ball
- Marcelo Coulón
- Daniel Cantillana
- Efrén Manuel Viera

### Collaboratori
- Sammy Benmayor - disegno di copertina